# Sartana (personnage)
Pour les articles homonymes, voir Sartana.
Sartana est un personnage de fiction créé et apparu sous les traits de Gianni Garko dans Les Colts de la violence (titre original : 1000 dollari sul nero), western spaghetti du cinéma italien réalisé par Alberto Cardone. Ce film n'est cependant pas considéré comme un film « officiel » de la série Sartana.

## Personnages et interprètes
Le nom provient du film Les Colts de la violence où Gianni Garko interprète un personnage appelé El generale Sartana. 
Le producteur utilise ce même nom pour le personnage joué par Garko dans Sartana (titre original : ...Se incontri Sartana prega per la tua morte) réalisé par Gianfranco Parolini.
Le réalisateur Gianfranco Parolini (Frank Kramer) est à l'origine de la dégaine et du style Sartana caractérisé par son sombre cache-poussière. Une caractéristique du personnage est son cheval blanc qui contraste avec les habits noirs du cavalier. La série a été poursuivie par le réalisateur Giuliano Carnimeo. Gianni Garko est le principal interprète du personnage qu'il a joué dans quatre films, tandis que George Hilton l'a joué une seule fois. Gianni Garko et George Hilton interprètent des personnages similaires dans des films dirigés par Giuliano Carnimeo : 
- Camposanto : dans Gli fumavano le Colt... lo chiamavano Camposanto,
- Alleluja : dans On m'appelle Alléluia (Testa t'ammazzo, croce... sei morto. Mi chiamano Alleluja) et dans Alléluia défie l'Ouest (Il West ti va stretto, amico... è arrivato Alleluja),
- Spirito Santo : On l'appelle Spirito Santo (Uomo avvisato mezzo ammazzato... parola di Spirito Santo) et
- Tresette : dans Lo chiamavano Tresette... giocava sempre col morto et Di Tresette ce n'è uno, tutti gli altri son nessuno.

## Filmographie

### Films officiels
- 1968 : Sartana (...Se incontri Sartana prega per la tua morte), de Gianfranco Parolini
- 1969 : Le Fossoyeur (Sono Sartana, il vostro becchino), de Giuliano Carnimeo
- 1970 : 
  - C'è Sartana... vendi la pistola e comprati la bara!, de Giuliano Carnimeo
  - Bonnes funérailles, amis, Sartana paiera, de Giuliano Carnimeo
  - Une traînée de poudre, les pistoleros arrivent (Una nuvola di polvere... un grido di morte... arriva Sartana), de Giuliano Carnimeo

### Autres films
- 1968 : Sonora (Sartana non perdona), d'Alfonso Balcázar
- 1969 : 
  - El Sartana, l'ombre de ta mort (Passa Sartana... è l'ombra della tua morte), de Demofilo Fidani
  - Quatre pour Sartana (...E vennero in quattro per uccidere Sartana !), de Demofilo Fidani
- 1970 : 
  - Django défie Sartana (Django sfida Sartana), de Pasquale Squitieri
  - Django et Sartana (Quel maledetto giorno d'inverno... Django e Sartana... all'ultimo sangue!), de Demofilo Fidani
  - Sartana dans la vallée des vautours (Sartana nella valle degli avvoltoi), de Roberto Mauri
  - Et Sabata les tua tous (Un par de asesinos), de Rafael Romero Marchent
  - Sartana, si ton bras gauche te gêne, coupe-le (Arrivano Django e Sartana... è la fine), de Demofilo Fidani
- 1971 : Allons tuer Sartana (Vamos a matar Sartana), de George Martin
- 1972 : 
  - Dépêche-toi Sartana, je m'appelle Trinita (Trinità e Sartana figli di...), de Mario Siciliano
  - Alleluia et Sartana, fils de... (Alleluja e Sartana figli di... Dio), de Mario Siciliano
- 1973 : Ta tombe est prête, Sartana ! (Amico mio, frega tu... che frego io!), de Demofilo Fidani